# Ngangela (langue)
Pour les articles homonymes, voir Ngangela.
Ngangela, aussi écrit nganguela, désigne un sous-groupe ethno-linguistique bantou, ces langues et ces peuples. Il désigne aussi parfois une langue parmi ces variantes de ce sous-groupe, ou un mélange de celles-ci. En général, les Ngangelas regroupent les Luvales, Luchazis, les Mbundu, et d’autres petits groupes ethnolinguistiques proches.

## Langues
Le sous-groupe de langues ngangelas est composé des plusieurs variantes ou langues proches :
- luchazi
- lwimbi
- mbunda
- mbwela (en)
- nyemba
- yauma

On peut aussi ajouter à cette liste les langues suivantes ;
- mashi (en)
- luvale ou lwena ;
- nyengo (en)